# Roma come Chicago
Roma come Chicago è un film italiano del 1968 diretto da Alberto De Martino.
È conosciuto anche con il nome di Banditi a Roma, titolo che voleva rimandare alla precedente pellicola Banditi a Milano di Carlo Lizzani, uscita alcuni mesi prima, che aveva ottenuto un grande successo di pubblico.

## Trama
Roma. Due banditi mascherati compiono una rapina all'ufficio postale, senza uno spargimento di sangue. Dopo una breve fuga, la polizia arresta uno dei rapinatori di nome Mario Corda, il capo dell'organizzazione criminale, ma non riesce avere notizie del suo complice di nome Enrico. Intanto Enrico, compie altri crimini uccidendo alcune persone, e cerca di indurre la giovane moglie di Corda di fuggire con lui all'Estero, ma rifiuta e così la uccide. Mario, saputo la notizia della morte della moglie, evade per vendicarsi del suo ex complice, anche se la polizia è sulle loro tracce.

## Distribuzione

### Incassi
Distribuito nei cinema italiani il 20 novembre 1968, Roma come Chicago ha incassato complessivamente 320.840.000 lire dell'epoca.